# Association française des marchés financiers
 (juin 2018).
Si vous disposez d'ouvrages ou d'articles de référence ou si vous connaissez des sites web de qualité traitant du thème abordé ici, merci de compléter l'article en donnant les références utiles à sa vérifiabilité et en les liant à la section « Notes et références ».
L'Association française des marchés financiers ou AMAFI, anciennement Association française des entreprises d'investissement (AFEI), est un organisme professionnel regroupant les sociétés tirant leurs profits de la bourse et des marchés financiers en France, principalement des entreprises d’investissement mais aussi des établissements de crédit et des opérateurs d'infrastructures de marché et de post-marché.

## Membres et missions
L'association revendique plus de 150 adhérents de la sphère financière, à la fois français et étrangers, qui représentent plus de 10 000 professionnels de la bourse et de la finance actifs sur la Place de Paris.[réf. souhaitée]
L’AMAFI se fixe comme missions :
- la promotion et le développement des activités de marchés financiers en France,
- la représentation et la défense des intérêts des adhérents,
- la représentation de l'avis de ses membres,
- l'information de ses adhérents,
- un travail général de réflexion et de propositions.

## Activité de lobbying
Pour l'année 2019, l'AMAFI déclare à la Haute Autorité pour la transparence de la vie publique exercer des activités de lobbying en France pour un montant compris entre 100 000 et 200 000 euros.